# Чишмяуа-Ноуе
Чишмяуа-Ноуе (рум. Cișmeaua Nouă) — село у повіті Тулча в Румунії. Входить до складу комуни Касімча.
Село розташоване на відстані 181 км на схід від Бухареста, 56 км на південний захід від Тулчі, 73 км на північ від Констанци, 73 км на південь від Галаца.

## Населення
За даними перепису населення 2002 року у селі проживала 81 особа, усі — румуни. Усі жителі села рідною мовою назвали румунську.